# Starachowice
Starachowice (udtale: [staraxɔˈvʲit͡sɛ]) er en by i den nordlige del af voivodskabet Święty Krzyż i den sydøstlige del af Polen, i den historiske region Lillepolen. Byen har 46.270(2021) indbyggere og et areal på 31,85 km², og er administrationsby i powiatet Starachowice. Den ligger blandt bakker og skove ved floden Kamienna, en biflod til Wisła.

## Historie
På Starachowices nuværende beliggenhed eksisterede en smedje, som i det 16. århundrede tilhørte Starzechowski-familien (byens navn kommer sandsynligvis fra denne familie). Den ældste kendte omtale af Starachowice kommer fra 1547. Bebyggelsen, som voksede op omkring smedjen, tilhørte indtil 1817 cistercienserne fra det nærliggende Wąchock kloster. Det var munkene, der i 1789 påbegyndte opførelsen af en højovn. I mellemtiden grundlagde den polske biskop Bogusław Radoszewski byen Wierzbnik i 1624, som blev givet byrettigheder af den polske kong Sigismund 3. Vasa. Tre årlige messer og tre ugentlige markeder blev arrangeret i byen, men det udviklede sig langsomt, mens Starachowice udviklede sig hurtigere. Begge bosættelser var administrativt placeret i Sandomierz voivodskab i Provinsen Lillepolen i Kongeriget Polens krone.
Ved Polens tredje deling i 1795, blev området annekteret af Østrig, i 1809 overgik det til det kortvarige polske Hertugdømmet Warszawa, og i 1815 videregivet til det såkaldte Kongrespolen i den russiske del af Polen. I 1815 blev ovnen overtaget af regeringen i Kongrespolen, og i de følgende år opstod den industrielle bosættelse Starachowice som hovedcenter for metallurgi. Ifølge en plan udtænkt af Stanisław Staszic blev metalindustrien udviklet langs Kamienna-floden, og bosættelsen Starachowice var dens centrum. Som en del af anti-polsk undertrykkelse efter den mislykkede polske Januaropstand i 1863, fratog den russiske administration Wierzbnik sine byrettigheder i 1870, som først blev genoprettet i 1916.